# 焦伊
焦伊（義大利語：Gioi），是意大利萨莱诺省的一个市镇。总面积28平方公里，人口1381人，人口密度49.3人/平方公里（2009年）。ISTAT代码为065057。